# Yagyū Shinkage-ryū
 (octobre 2018).
Si vous disposez d'ouvrages ou d'articles de référence ou si vous connaissez des sites web de qualité traitant du thème abordé ici, merci de compléter l'article en donnant les références utiles à sa vérifiabilité et en les liant à la section « Notes et références ».
Le Yagyū Shinkage-ryū (新 陰, littéralement « Nouvelle École de l'Ombre »)  est l'une des plus anciennes écoles japonaises d'escrime (kenjutsu). 
Son fondateur principal est Kamiizumi Nobutsuna. En 1565, Nobutsuna légua l'école à son plus grand élève, Yagyū Munetoshi, qui ajouta son propre nom à l'école. Le Yagyū Shinkage-ryū reste l'une des écoles les plus renommées de l'escrime japonaise.

## Histoire

### Naissance de l'école Shinkage

Emblème de l'école Shinkage

Kamiizumi Ise no Kami Hidetsuna (1508-1577), était un maître d'arme réputé de la province de Kôzuke. Il suivit les enseignements d'un maître bouddhiste zen dans sa jeunesse avant de suivre différents maîtres d'armes. Il développa finalement le koryu Shinkage-ryû (la nouvelle école de l'ombre) en 1530 sur les bases d'autres écoles de sabre qu'il avait pratiquées.
Kamiizumi Ise no Kami Hidetsuna suivit notamment les enseignements d'Aisu Hikosai (1452-1538), maître de l'école de l'ombre : Kage-ryû. En 1559, alors qu'il voyageait en compagnie de deux de ses disciples, Kamiizumi rencontra le moine bouddhiste In'ei au temple de Hozoin où l'on pratiquait les armes, et plus spécifiquement la lance. In'ei permit à son tour la rencontre entre Kamiizumi Ise No Kami Hidestsuna et son ami Yagyû Sekishusai Muneyoshi (1527-1606), alors chef du clan Yagyû et bretteur reconnu de la province de Yamato. De cette rencontre, un duel fut organisé entre les deux maîtres d'armes. Sekishusai était alors âgé de trente-deux ans et le cadet de Kamiizumi de dix-neuf ans. Sekishusai était un bretteur accompli et avait participé à plusieurs batailles.
Il découvrit néanmoins l'utilisation des fukuro shinai, inventés par Kamiizumi. 
Ainsi le chef du clan Yagyû fut opposé aux disciples de Kamiizumi. Les combats furent brefs, et Sekishusai fut défait rapidement à deux reprises. Malgré le sentiment d'humiliation qu'il ressentait, il fut surpris d'être à nouveau défié, par Kamiizumi lui-même. Yagyû Shekisuai Muneyoshi finit par tomber à genou sans qu'aucun échange n'ait eu lieu, il reconnut sa défaite en n'ayant jamais trouvé une seule ouverture chez son adversaire.

### L'héritage de Kamiizumi Nobutsuna

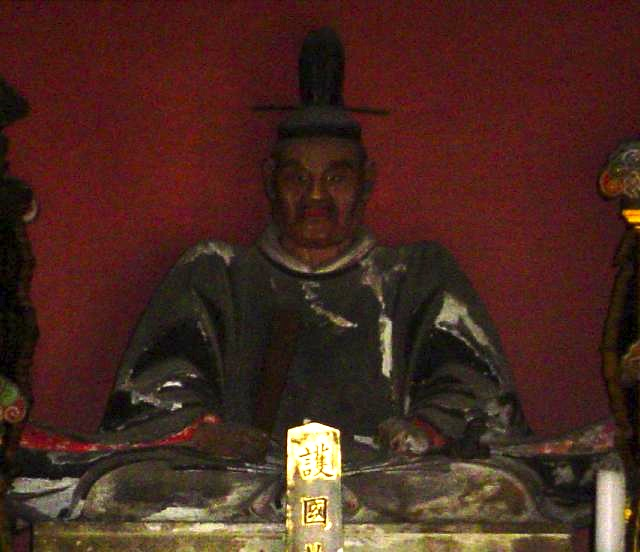
Yagyu Munenori

Kamiizumi Ise no Kami Hidetsuna, malgré la défaite de son adversaire, reconnut en lui un homme brillant au fort potentiel. Il décida de former Yagyû Sekishusai Muneyoshi et quelques-uns de ses élèves. Accompagné de ses deux disciples, Kamiizumi enseigna durant deux années les techniques, la philosophie et les secrets de l'école à ces nouveaux élèves.  Il remit finalement le inka - certificat d'enseignement - au chef du clan Yagyû ainsi que les rouleaux sacrés de l'école où tous les secrets y étaient révélés. Yagyû Sekishusai Muneyoshi devint le maître de l'école qui porta dorénavant son nom : Yagyû Shinkage Ryû.
La réputation du clan Yagyû gagna à mesure que l'unification du Japon se mettait en place sous l'impulsion d'Oda Nobunaga, auprès de qui, Sekishusai posséda durant un temps, de hautes responsabilités avant de se retirer.  Durant cette période de retrait, Sekishusai perfectionna l'école Yagyû Shinkage ryû tout en fusionnant les techniques des autres écoles qu'il maîtrisait déjà (Shintô, Nen et Tomita).
En 1582, Toyotomi Hideyoshi prit la succession d'Oda Nobunaga, et trois ans plus tard, il confisqua une grande partie des terres du clan Yagyû sous prétexte qu'ils n'avaient pas déclarés aux impôts toute l'étendue de leurs terres agraires. Le clan Yagyû fut ainsi dispersé en partie. Les fils de Sekishusai durent servir d'autres seigneurs. La faillite du clan se laissait entrevoir.
Alors qu'il ne restait plus qu'une dizaine d'années de règne à Toyotomi Hideyoshi, son général le plus important et futur successeur, Ieyasu Tokugawa vint rendre visite à Yagyû Sekishusai Muneyoshi après avoir entendu parler de son école et du principe de non sabre.
En 1594, Ieyasu Tokugawa, alors encore général du Shôgun Toyotomi Hideyoshi, s'arrangea pour rencontrer Sekishusai au nord de Kyôtô après avoir eu vent de sa réputation grandissante. Ieyasu assista alors à une démonstration du koryu Yagyû Shinkage ryû et des techniques de non sabre, après quoi il demanda à ce qu'elles soient pratiquées contre lui-même. 
Vaincu rapidement, Ieyasu effectua une demande pour devenir disciple de l'école. Sekishusai Muneyoshi, alors âgé, refusa de devenir son maître d'arme et lui proposa les enseignements de son fils Yagyû Munenori. Ieyasu finit par accepter et déclara le clan Yagyû : fidèle soutien des Tokugawa.
En 1600, Ieyasu Tokugawa prend le pouvoir et devient Shôgun dans un Japon en voie d'unification totale. Cet avènement permettra au clan Yagyû de récupérer toutes les terres qui leur avaient été confisquées après avoir été prépondérant dans la bataille de Sekigahara qui donna la victoire au clan Tokugawa. Yagyû Munenori, fils de Sekishusai Muneyoshi, fait alors partie des maîtres d'armes officiels de la cour où sont encore enseignées différentes écoles. 
Yagyû Munenori servira ainsi trois Shôgun Tokugawa et ne cessera de prendre de nouvelles fonctions jusqu'à recevoir le titre de daimyo assurant la pérennité de son clan. Le troisième Shôgun, Iemitsu Tokugawa,  nommera définitivement l'école Yagyû Shinkage ryû : l'unique école officielle du clan Tokugawa ceci sous les enseignements du fils de Sekishusai Muneyoshi, puis, de sa succession, et ce, durant tout le règne des Tokugawa jusqu'à l'avènement de l'ère Meiji en 1868. 
En 1606, au village de Yagyû-Mura, fief du clan Yagyû, l'état de santé de Sekishusai Muneyoshi se dégrade rapidement. La succession du chef de clan doit être assurée et plus encore la transmission officielle de l'école Yagyû Shinkage ryû. Sekishusai ne voit pas forcément en bien le fait que son fils œuvre au contact permanent de la cour et de ses nobles. Il redoute la corruption et craint que la transmission de son savoir soit souillée. Ses autres fils sont alors, soit morts, soit devenus moines Bouddhistes, aussi fait-il appel à son petit fils : Yagyû Hyogonosuke Toshitoshi (1577-1650), devenu maître d'arme itinérant après la mort de son seigneur et à qui Sekishusai remet le certificat d'enseignement officiel (inka) et les rouleaux qu'il avait lui-même reçu de Kamiizumi Ise no Kami Hidetsuna.
Dès lors , deux branches de l'école se développeront en parallèle et jusqu'à nos jours : la branche transmise par Munenori : Edo Yagyû Shinkage Ryû et la branche transmise par ToshiToshi : Owari Yagyû Shinkage Ryû,,,.